# Projet Jason
Projet Jason (titre origianl : The Planet Savers) est un roman du Cycle de Ténébreuse, écrit par Marion Zimmer Bradley.
Initialement publié sous la forme d'une nouvelle en 1958, le récit est publié sous la forme d'un roman en 1962.